# Bitwa o Chodzież
Bitwa o Chodzież – bitwa stoczona 8 stycznia 1919 roku między powstańcami wielkopolskimi pod dowództwem ppor. Włodzimierza Kowalskiego a stacjonującymi w mieście siłami niemieckimi. Jedno z najbardziej krwawych starć Powstania Wielkopolskiego.
W walce udział brały oddziały powstańcze z Czarnkowa, Obornik, Wągrowca, Rogoźna, Budzynia i Margonina. W wyniku ataku przeprowadzonego jednocześnie z trzech stron (od Podanina, Rataj i dworca kolejowego) powstańcom udało się opanować miasto i zmusić oddziały niemieckie do wycofania się do Piły. Oprócz zadania nieprzyjacielowi ciężkich strat w ludziach, Polakom udało się przejąć kilkanaście ciężkich karabinów maszynowych, dwa miotacze min, kilkaset karabinów, konie oraz wozy z amunicją. Powstańcy zestrzelili również niemiecki samolot typu Albatros, który podczas bitwy ostrzelał z karabinu maszynowego ich pozycje. Zwycięstwo w bitwie o Chodzież otworzyło siłom powstańczym możliwość ataku na Piłę, którego jednak zaniechano ze względu na konieczność wsparcia oddziałów w rejonie Szubina.

## Przed bitwą
Choć Chodzież na początku XX w. była miastem, w którym zdecydowaną większością byli Niemcy, tamtejsi Polacy aktywnie organizowali się jeszcze przed wybuchem powstania. Już w lipcu 1918 roku w porozumieniu z działającym tajnie w Poznaniu Centralnym Komitetem Obywatelskim powstał analogiczny komitet powiatowy, na którego czele stał lokalny proboszcz, ks. Ignacy Czechowski. Wraz ze zbliżającą się wojenną porażką Niemiec chodziescy Polacy organizowali w ukryciu musztrę wojskową, przygotowywali materiały statystyczne i współpracowali z podobnymi organizacjami w sąsiednich powiatach.
Na początku stycznia 1919 r. Chodzież znalazła się w zasięgu obszarów Wielkopolski objętych powstaniem. Rejon Chodzieży i Margonina miał wysokie znaczenie strategiczne ze względu na bliskość Piły, której liczny garnizon stanowił zagrożenie dla sił powstańczych. Do 5 stycznia zajęte zostały inne miasta regionu, takie jak Budzyń, Wągrowiec i Czarnków.
Przebywający z grupą powstańców w Budzyniu ppor. Włodzimierz Kowalski odbył 5 stycznia rozmowy z delegacją niemiecką przybyłą z Chodzieży. Starał się wmówić Niemcom, że w kierunku miasta maszeruje kilkutysięczna armia polska, planująca osiągnąć linię Noteci. Zażądał natychmiastowego opuszczenia miasta przez siły niemieckie. W Chodzieży znajdował się wówczas blisko 300-osobowy oddział Heimatschutzu (obrony lokalnej) pod dowództwem por. von Lüttwitza. Niemcy wierzyli, że w razie ataku mogą liczyć na wsparcie z Piły. Gdy otrzymali informację, że pomoc taka nie nadejdzie, 6 stycznia oddali miasto bez walki i wycofali się do Piły pociągiem. Tego samego dnia przybyła z Chodzieży grupa pod przewodnictwem ks. Czechowskiego przekazała stacjonującym w Budzyniu powstańcom informację, że przekazują im miasto celem uniknięcia rozlewu krwi. Wówczas do Chodzieży wkroczył 40-osobowy oddział powstańców pod dowództwem Kowalskiego. Na miejscu zorganizowano 200-osobowy oddział Straży Ludowej. Wówczas niemieccy mieszkańcy miasta zorientowali się, że słowa Kowalskiego o nadchodzących wielkich oddziałach polskich były fortelem.
Już w nocy z 6 na 7 stycznia pociągiem z Piły siły niemieckie pod dowództwem von Lüttwitza oraz komendanta Stierkorba (trzy kompanie piechoty oraz szwadron dragonów) powróciły do Chodzieży, zmuszając powstańców do odwrotu do Budzynia. Niemcy obsadzili dworzec kolejowy, leżący na obrzeżach miasta majątek Rataje i leśniczówkę obok wsi Podanin. Powstańcy zaś po kilkunastogodzinnym przegrupowaniu i zebraniu oddziałów z okolicznych miast podjęli decyzję o podjęciu próby odbicia miasta rankiem następnego dnia, 8 stycznia.

## Przebieg bitwy

### Atak na miasto
Zgodnie z planem Chodzież miała zostać zaatakowana z trzech kierunków:
- oddział wągrowiecki pod dowództwem ppor. Kowalskiego – od południa na wieś Podanin i dalej na Chodzież
- oddział obornicki pod dowództwem Seweryna Skrzetuskiego – od wschodu na majątek Rataje i dalej na Chodzież
- oddziały rogoziński i czarnkowski dowodzone przez Antoniego Biskupskiego i Zygmunta Łakińskiego – od zachodu w kierunku dworca kolejowego.

Uderzenie każdego z oddziałów miało nastąpić jednocześnie – 8 stycznia o godzinie 8 rano. Niedostateczna organizacja oraz brak łączności między poszczególnymi grupami powstańców spowodowała jednak, że oddział czarnkowski rozpoczął natarcie o godzinę za wcześnie, nie czekając na żołnierzy z Rogoźna. Ich uderzenie zostało odparte, powstańcy zaś na wiadomość, że ich rodzinny Czarnków jest zagrożony przez Niemców, wycofali się z pola walki, by bronić własnego miasta. W wyniku tych wydarzeń od zachodu Chodzież atakował już tylko oddział rogoziński.
Ataki oddziałów wągrowieckiego i rogozińskiego były przez długi czas skutecznie odpierane przez Niemców, którzy jednak ponosili większe od powstańców straty. Część Polaków w wyniku niepowodzeń zrezygnowała z prowadzenia dalszej walki i rozeszła się do domów. Sukcesy odnosił jednak oddział obornicki, wzmocniony przez grupę 23 powstańców z Margonina pod dowództwem sierżanta Franciszka Kryzy – powstańcy zdołali przebić się od wschodu do Chodzieży i zaatakować od tyłu siły niemieckie broniące dworca. Podczas ciężkich walk w okolicach cegielni w płuco raniony został dowódca pododdziału złożonego z mieszkańców samej Chodzieży, Józef Raczkowski, który zmarł od ran 14 dni później.
Wypierani stopniowo przez powstańców Niemcy bronili się rozpaczliwie w rejonie dworca, usiłując dotrzeć do oczekującego na nich pociągu w celu wycofania się do Piły. Przy dworcu zabity został dowódca niemiecki Stierkorb, kierujący stanowiskiem ciężkiego karabinu maszynowego.

### Ostrzelanie pociągu
Żołnierze niemieccy, usiłujący wydostać się z miasta, stłoczyli się przy wejściach do stojącego nieopodal dworca pociągu, gdzie stanowili łatwy cel dla powstańców. Wówczas jeden z walczących odwrócił niemiecki karabin maszynowy w stronę Niemców i otworzył ogień. Według doniesień części uczestników tamtych wydarzeń osobą tą był wyzwolony z niemieckiego konwoju francuski sierżant o nazwisku Rebstück. Odjeżdżający w kierunku Piły pociąg znalazł się pod ciężkim ostrzałem karabinów i broni maszynowej, w wyniku którego śmierć poniosło kilkudziesięciu Niemców. Poniesione straty sprawiły, że Niemcy zaniechali wysłania do Chodzieży dalszych posiłków.

### Zestrzelenie samolotu

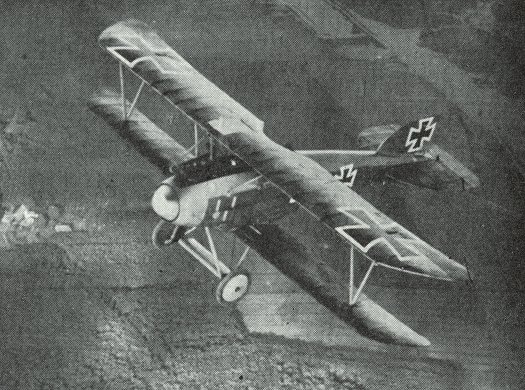
Niemiecki samolot myśliwski Albatros D.III

Krótko po zakończeniu walki nad Chodzież nadleciały dwa niemieckie samoloty Albatros D. III z lotniska w Pile. Jeden z nich utrzymywał się na dużej wysokości, pilot drugiego otworzył zaś ogień maszynowy w kierunku powstańców zgromadzonych na miejskim rynku. Polacy odpowiedzieli ogniem ze stanowisk w cieniu wieży kościoła parafialnego. W wyniku ostrzału powstańców samolot został zestrzelony, a jego pilot zginął. Był nim porucznik Max Näther, as myśliwski z frontu zachodniego I Wojny Światowej, posiadacz orderu Pour le Mérite.

## Po bitwie
Bitwa o Chodzież zakończyła się zdecydowanym zwycięstwem powstańców, którzy ponieśli w porównaniu z Niemcami bardzo niewielkie straty oraz weszli w posiadanie cennej broni i amunicji. O sukcesie zdecydowało zaskoczenie przeciwnika jednoczesnym atakiem z trzech kierunków, a także doświadczenie zdobyte przez wielu powstańców podczas służby w armii niemieckiej podczas I Wojny Światowej. Problemem był jednak brak komunikacji między poszczególnymi oddziałami, co zaowocowało nieskoordynowaniem działań powstańców w mieście.
Zwycięstwo w bitwie o Chodzież otworzyło Polakom możliwość kontynuowania natarcia w kierunku Piły. Zamiar ten jednak musiał zostać porzucony z powodu niepowodzeń powstańców w obszarze Szubina i Żnina. Ppor. Kowalski otrzymał rozkaz opuszczenia miasta, które w kolejnych tygodniach nie należało do żadnej ze stron konfliktu. W późniejszym okresie znów znalazło się jednak pod kontrolą wojsk niemieckich, a w okolicy miało miejsce wiele mniejszych zbrojnych potyczek.

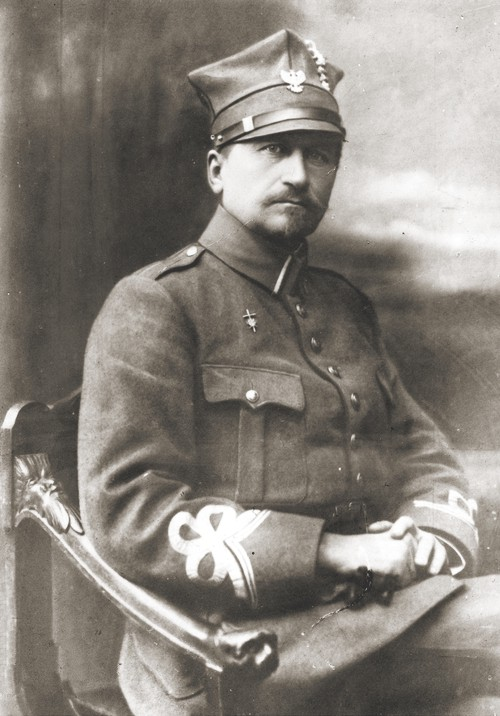
Józef Dowbor-Muśnicki – dowódca Powstania Wielkopolskiego

Ostatecznie przynależność państwowa Chodzieży rozstrzygnęła się dopiero z podpisaniem traktatu wersalskiego. Wojsko Polskie po raz pierwszy wkroczyło do miasta 19 stycznia 1920 r., by następnego dnia je opuścić celem zajmowania dalszych przyznanych Polsce terenów. Byli to żołnierze 7 Pułku Strzelców Wielkopolskich, który 1 marca 1920 r. powrócił do Chodzieży w celu uroczystego poświęcenia sztandaru, ufundowanego dla Pułku przez mieszkańców. Z tej okazji na chodzieskim rynku odbyła się msza polowa, podczas której kazanie wygłosił proboszcz Czechowski. W uroczystościach wziął udział generał Józef Dowbor-Muśnicki.

## Upamiętnienie
Na cmentarzu katolickim w Chodzieży znajduje się mogiła poległych w walkach o miasto powstańców, nad którą opiekę sprawują organizacje pielęgnujące pamięć o powstaniu wraz z władzami lokalnymi. Pozostałe groby uczestników powstania oznakowane są krzyżami powstańczymi.
Przy ul. Dworcowej w Chodzieży w 2004 r. odsłonięto pomnik-głaz, upamiętniający wydarzenia z 1919 roku.
Jedna z ulic w centrum Chodzieży nosi imię zmarłego w wyniku ran poniesionych podczas bitwy Józefa Raczkowskiego.
W 2018 roku Telewizja Asta wyprodukowała film Powstanie Wielkopolskie. Bitwa o Chodzież. W rolę Włodzimierza Kowalskiego wcielił się Robert Gulaczyk.

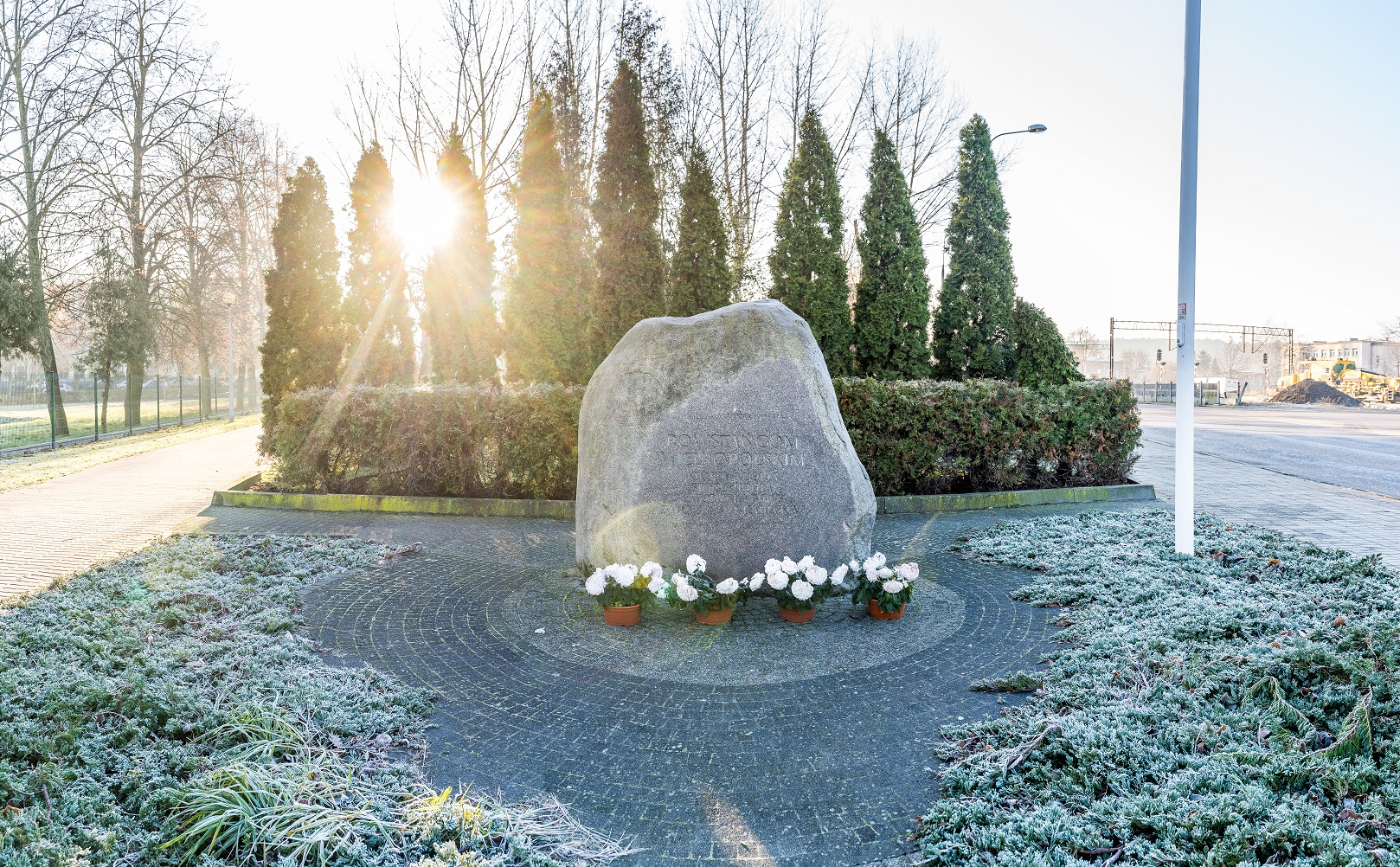
Pomnik upamiętniający Powstańców Wielkopolskich przy ul. Dworcowej w Chodzieży